# Nos traces silencieuses
Pour plus de détails, voir Fiche technique et Distribution.
Nos traces silencieuses est un documentaire français réalisé en 1998 par Myriam Aziza et Sophie Bredier, sorti en 2000.

## Fiche technique
- Titre : Nos traces silencieuses
- Réalisation :  Myriam Aziza et Sophie Bredier
- Scénario : Myriam Aziza et Sophie Bredier
- Photographie : Jean-Marc Bouzou et Cécile Grenier
- Son : Sophie Laloy
- Montage : Nadine Tarbouriech
- Production : Agat Films & Cie
- Pays :  France
- Genre : documentaire
- Durée : 57 minutes
- Date de sortie : France - 29 mars 2000

## Distinctions

### Sélections
- Forum international du nouveau cinéma (Berlin) 1999[1]

### Récompenses
- Festival du film de Belfort - Entrevues 1998 : grand prix du jury[2]
- FIDMarseille 1999 : prix des cinémas de recherche[3]